# حلقه رانی
حلقه رانی (انگلیسی: Femoral ring) در عمق رباط کشاله ران قرار گرفته و پایه و آغاز مجرای رانی را تشکیل می‌دهد. سمت آن به سوی بالا و شکل آن بیضی است. قطر طویل آن به صورت عرضی ادامه می‌یابد و اندازه آن در حدود ۱٫۲۵ سانتی‌متر است.
گاه بخشی از اندرونه (امعا و احشا) ممکن است با گذر از حلقه رانی وارد مجرای رانی شده و باعث ایجاد فتق رانی شود.

## نگارخانه

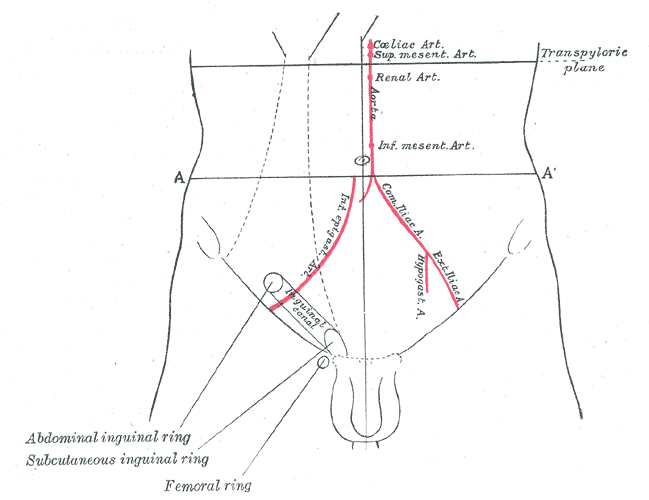